# ロンド・ファン・フラーンデレン2010
ロンド・ファン・フラーンデレン2010(Ronde van Vlaanderen 2010)は、ロンド・ファン・フラーンデレン(UPT)の94回目のレース。2010年4月4日に行われた。

## 概要

### コース
- 当レース最大の難所と言われるコッペンベルグ(約189km地点)をはじめ、15の登坂箇所が設けられ、内9箇所が石畳（アスファルト区域と混在しているところも含む）となっている。
- 前年からコースの変更が行われ、これまで序盤の登坂箇所として登場していたモレンベルグがレース後半に移動した。

### レース展開
前述の通り、レース後半の登坂箇所に移ったモレンベルグ(約217km地点)でファビアン・カンチェラーラがアタック、唯一反応したトム・ボーネンと2人で逃げる展開となる。後続ではデヴィッド・ミラー、フィリップ・ジルベール、ビェルン・ルークマンスの3人が集団から飛び出して追走を試みるも、先頭の2人とは徐々にタイム差が開いていく。
後続に50秒近いタイム差を付けた状態で先頭の2人は最大の勝負所となるカペルミュール(約246km地点)に突入、ここでカンチェラーラのペースアップにボーネンが付いて行けずに脱落。得意の独走態勢に入ったカンチェラーラはボーネンを瞬く間に引き離し、最終的には1分以上の大差を付けて初優勝を飾った。ボーネンは昨年のパリ〜ツール、今年に入ってのミラノ〜サンレモ、直前に行われたE3プライス・フラーンデレンに続いてまたしても2位に終わった。3位争いはカペルミュールでミラーが脱落、最後は2人の争いをジルベールが制して表彰台の最後の一角を掴み取った。
前年覇者で3連覇を狙ったステイン・デヴォルデルは2分35秒遅れの25位、今季初のクラシックレース出場で注目を集めたランス・アームストロングも同タイムの27位だった。

## 結果
ブリュッヘからニノヴまでの261.9km
|    | 選手名                     | 国籍           | チーム                           | 時間          |
| -- | -------------------------- | -------------- | -------------------------------- | ------------- |
| 1  | ファビアン・カンチェラーラ | スイス         | チーム・サクソバンク             | 6時間25分56秒 |
| 2  | トム・ボーネン             | ベルギー       | クイックステップ                 | +1分15秒      |
| 3  | フィリップ・ジルベール     | ベルギー       | オメガファーマ・ロット           | +2分11秒      |
| 4  | ビェルン・ルークマンス     | ベルギー       | ヴァカンソレイル                 | +2分15秒      |
| 5  | タイラー・ファーラー       | アメリカ合衆国 | ガーミン・トランジションズ       | +2分35秒      |
| 6  | ジョージ・ヒンカピー       | アメリカ合衆国 | BMC・レーシングチーム            | 同            |
| 7  | ロジャー・ハモンド         | イギリス       | サーヴェロ・テストチーム         | 同            |
| 8  | マキシム・イグリンスキー   | カザフスタン   | アスタナ                         | 同            |
| 9  | ダニーロ・ホンド           | ドイツ         | ランプレ・ファルネーゼ＝ヴィーニ | 同            |
| 10 | ヴィイアン・ボネ           | フランス       | Bbox ブイグテレコム              | 同            |